# Rio Flosa
O Rio Flosa é um rio da Romênia, afluente do Scroafa, localizado no distrito de Mureş.